# Consolidated XB-41 Liberator
Consolidated XB-41 Liberator byl americký těžký bombardér z druhé světové války Consolidated B-24D Liberator, upravený pro eskortní účely.

## Vývoj
Podobně jako typ Boeing YB-40 Flying Fortress, měl XB-41 sloužit k doprovodu bombardovacích svazů americké 8. letecké armády při misích do nitra Evropy. V té době totiž Americké armádní letectvo ještě nemělo doprovodné stíhačky s dlouhým doletem, jako byl například North American P-51 Mustang, které mohly bombardéry chránit po celou cestu tam i zpět.
Na XB-41 byl upraven jeden kus varianty B-24D se sériovým číslem 41-11822. Ten byl vyzbrojen celkem 14 kulomety Browning M2 ráže 12,7 mm. Ty byly rozmístěny ve dvou hřbetních věžích Martin A-3, v dálkově ovládané věži Bendix v nosu letounu, ve spodní věži, ocasní věži a bočních střelištích, kde byly namontovány dvojice kulometů namísto jednoho. Typ nesl celkem 11 000 kusů munice, které byly uloženy v upravené pumovnici. Také byl vybaven přídavným pancéřováním, což vše výrazně zvýšilo jeho váhu a snížilo jeho výkony. Poháněla ho čtveřice hvězdicových motorů Pratt & Whitney R-1830-43 Twin Wasp. Testován byl pouze krátce a zkoušky ukázaly určité problémy se stabilitou (kvůli posunutému těžišti) a nízké výkony. Firma Consolidated se pokusila nedostatky napravit, ale výkony byly i tak špatné. Navíc v té době byl v Evropě zkušebně nasazen podobně koncipovaný typ YB-40, upravený z bombardéru B-17 a vůbec se neosvědčil. Proto byl program XB-41 jako neschopný bojového nasazení zrušen a plánovaných 13 kusů předsériových YB-41 nebylo nikdy objednáno. Prototyp XB-41 byl upraven na cvičný TB-24D a byl používán na výcvik mechaniků.

## Specifikace

### Hlavní technické údaje
- Osádka: 9
- Rozpětí: 33,54 m
- Délka: 20,22 m
- Výška: 5,46 m
- Maximální vzletová hmotnost: 28 576 kg
- Pohonné jednotky: 4× Pratt & Whitney R-1830-43
  - Výkon motoru: 1250 hp (934 kW)

### Výkony
- Maximální rychlost: 465 km/h
- Dostup: 8689 m
- Dolet: 4989 km

### Výzbroj
- 14× kulomet M2 Browning ráže 12,7 mm
- 11 000 kusů munice